# 행주치마
《행주치마》는 한국에서 제작된 이봉래 감독의 1964년 영화이다. 김승호 등이 주연으로 출연하였고 우기동 등이 제작에 참여하였다.

## 출연

### 주연
- 김승호
- 엄앵란
- 주연
- 황정순
- 트위스트 김

## 기타
- 조명: 임호
- 미술: 원제래